# NIGHT GLOW
『NIGHT GLOW』（ナイトグロウ）は、2024年4月1日から2025年3月27日までZIP-FMで放送されていたラジオ番組である。

## 概要
2024年4月のZIP-FMの改編によって新設された番組。ナビゲーターは、前番組『×music』から継続する形で神原真理が担当する。
選りすぐりの音楽とトークを通じて、日々の喧騒から解放される至福のひとときを提供するプログラム。
SNSでの投稿で公式に用いられる、番組ハッシュタグは「#ナイトグロウ」。
番組宣伝の為のラジオコマーシャルでは、2024年6月13日放送分より東京真中が作曲したものが使われている。

## ナビゲーター
- 神原真理（2024年4月1日 - 2025年3月27日）

代演のナビゲーター
- いずれも神原の休暇によるもの。
  - 中川大輔（2024年8月19日）
  - BANTY FOOT JUN（2024年8月20日）
  - 町田こーすけ（2024年8月21日、SUPER CASTから続けて出演した）
  - 永田レイナ（2024年8月22日）

## コーナー
United
まだ知らない音楽、アーティストとの出会いを提案するコーナー。前番組『×music』から継続して放送されている。
- 火曜担当：NexTone / ArtLed
- 木曜担当：FRIENDSHIP.

Voices
日替わりでミュージシャンが自身の音楽の原点や今まさに影響を受けている音楽・映画・人・カルチャーについてを話すトークコーナー。『×music』から継続して放送されている。
2024年4月からの担当は、以下の通りである。
- 月曜担当：Crab 蟹 Club
- 火曜担当：黒子首
- 水曜担当：シャイトープ
- 木曜担当：Furui Riho

夜の各駅停車

## 放送時間
- 毎週月曜 - 木曜 21:00 - 23:00（JST）（2024年4月1日 - 2025年3月27日）